# Leah Dou
Dou Jingtong (chinois traditionnel : 竇靖童 ; pinyin : Dòu Jìngtóng), née le 3 janvier 1997 à Pékin sous le nom Leah Dou, est une chanteuse de pop chinoise,.
Elle est la fille du musicien chinois Dou Wei et de la chanteuse hongkongaise Faye Wong. Elle passe du temps à étudier au Berklee College of Music, pour ensuite quitter l'école après deux ans pour surfer sur un canapé à Los Angeles.